# قرار مجلس الأمن التابع للأمم المتحدة رقم 1394
قرار مجلس الأمن التابع للأمم المتحدة رقم 1394، المتخذ بالإجماع في 27 شباط / فبراير 2002، بعد إعادة التأكيد على جميع القرارات السابقة بشأن الصحراء الغربية والتزامها بالتوصل إلى حل دائم للنزاع، مدد المجلس ولاية بعثة الأمم المتحدة للاستفتاء في الصحراء الغربية حتى 30 أبريل 2002.
تعهد مجلس الأمن بدراسة «الخيارات الأربعة» للأمين العام كوفي عنان لمستقبل عملية السلام في الصحراء الغربية التي وصفها في تقريره، مشيرا إلى أن كلاً من المغرب وجبهة البوليساريو لم يتعاونا بشكل كامل مع الأمم المتحدة في تسوية نزاعهم. كانت الخيارات الأربعة:
1. استئناف تنفيذ خطة التسوية دون الحاجة إلى اتفاقيات من كلا الطرفين؛
2. سيقوم المبعوث الشخصي للأمين العام جيمس بيكر بمراجعة الاتفاق الإطاري الذي سيقدم إلى الطرفين على أساس غير قابل للتفاوض؛
3. سيحدد المبعوث الشخصي للأمين العام جيمس بيكر ما إذا كان الطرفان سيناقشان تقسيم الصحراء الغربية؛
4. إنهاء عملية البعثة.

## روابط خارجية
- نص القرار في undocs.org